# Lajos Petrik

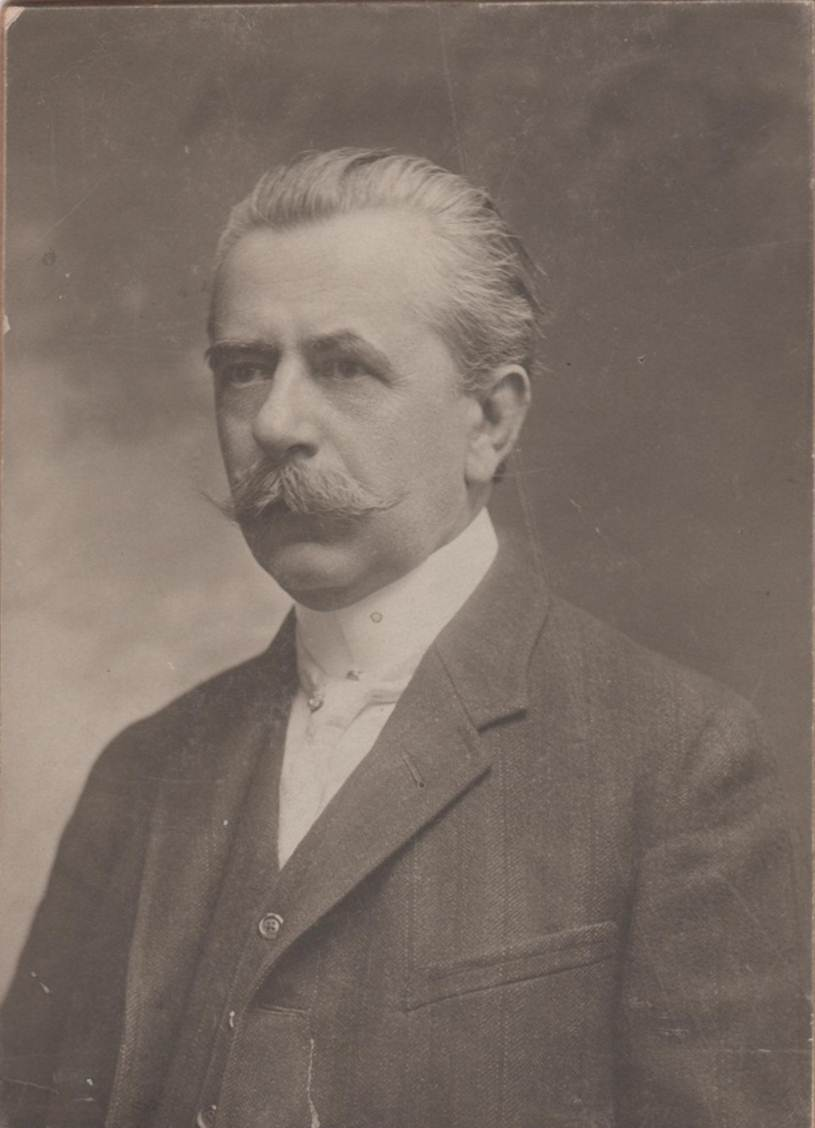
Lajos Petrik

Lajos Petrik (oder auch Ludwig von Petrik; * 5. Dezember 1851 in Ödenburg (Sopron); † 7. Mai 1932 in Budapest) war ein ungarischer Chemiker, Keramiker und Dozent der anorganisch-chemischen Technologie an der Állami Középipartanoda in Budapest, der heutigen Petrik Lajos Bilingual Vocational School of Chemistry, Environmental Protection and Information. Er wurde später Rektor dieser Schule.

## Biographie
Lajos Petrik wurde als zweites Kind von József Petrik und Amalia Krueg in Sopron geboren. Nachdem er dort und in Preßburg sein Abitur abgeschlossen hatte, studierte er an der Technischen Universität Graz. Von 1874 bis 1879 lehrte er dort als Assistent bei Heinrich Schwarz die Grundlagen der chemischen Technik. Im Jahre 1880 wurde er von Ágoston Trefort, Minister für Religion und öffentliche Bildung, als Professor für Chemie und Technologie an die kürzlich gegründete Staatliche Höhere Gewerbeschule in Budapest berufen. Von 1907 bis 1914 stand er diesem Institut als Direktor vor.
An dieser Schule begann er, die Anwendbarkeit von Keramiken und Mineralien in verschiedenen Branchen zu erforschen. Seine wissenschaftlichen Artikel wurden in Zeitschriften der Ungarischen Geologischen Gesellschaft sowie in weiteren lokalen und ausländischen Fachzeitschriften veröffentlicht. Er war auch Mitautor an den beiden größten ungarischen Lexika, Das große Pallas-Lexikon und Das große Révai-Lexikon, zum Thema Mineralien, anorganische Chemie und Geschichte der Keramik.
Im Jahre 1891 wurde er Mitglied der Vereinigung der ungarischen Touristen (ungarisch: Magyar Turista Egyesület, MTE), die monatlich eine bedeutende Touristen-Zeitung veröffentlichte, die sogenannte Turisták Lapja. Bis 1910 war er Redakteur der Zeitschrift. Während dieser Zeit bestieg er viele Berge des Pannonischen Beckens. Er war ein aktiver Bergsteiger in den Südkarpaten, in den Alpen und auch im Fogaraschen Gebirge. Als Erstbesteiger der Tschirmer Spitze 1895 gehört er zu den Pionieren der Touristik in der Hohen Tatra. Er schrieb in der Regel Notizen über die Reisen, die auch zusammen mit seinen Panorama-Fotografien veröffentlicht wurden.
Petrik starb am 7. Juni 1932 in Budapest. Sein Grab befindet sich auf dem Kerepescher Friedhof in Budapest.

## Werke
Neben seinen allgemeinen Kenntnissen der Chemie, spezialisierte sich Petrik auf dem Gebiet der Silikatchemie. Auf diesem Gebiet führte er Experimente durch und verfasste eine Vielzahl an Artikeln. Das Chemische Zentralblatt veröffentlichte seine Artikel noch zu seinen Lebzeiten. Aufgrund Petriks guten Rufs wurden die ungarischen Fachkräfte als Gäste auf verschiedenen Fach- und Weltausstellungen gern gesehen. Sein erster Artikel wurde in Zusammenarbeit mit dem Geologen János Jakab Mattyasovszky. Der Titel dieser Arbeit ist: Der ausführliche Katalog der ungarischen Rohstoffe für die Industrie von Materialien, Gläsern, Zement und Mineralfarben. Er wurde im Jahre 1885 in weiten Teilen Ungarns veröffentlicht und beschrieb die Eigenschaften von Mineralproben.

## Auszeichnungen
- Militär-Verdienstmedaille (Österreich)
- Offizierskreuz des Takovo-Ordens
- Offizierskreuz des Franz-Joseph-Ordens